# Eugen Ionescu
Eugen Ionescu (Slatina, Romania, 26 de novembre de 1909 - París, 28 de març de 1994) fou un escriptor i dramaturg romanès, sobretot en llengua francesa, creador i capdavanter del teatre de l'absurd.
Ionesco va provocar una revolució en les idees i tècniques de dramatúrgia, començant per la seva "antiobra", La cantant calba, que va contribuir als inicis del que es coneix com el Teatre de l'absurd, que inclou una sèrie d'obres que, seguint les idees de el filòsof Albert Camus, exploren conceptes d'absurdisme i surrealisme. Va ser nomenat membre de l'Académie française el 1970, i va rebre el 1970 el Premi Estatal Austríac de Literatura Europea i el 1973 el Premi Jerusalem.

## Biografia

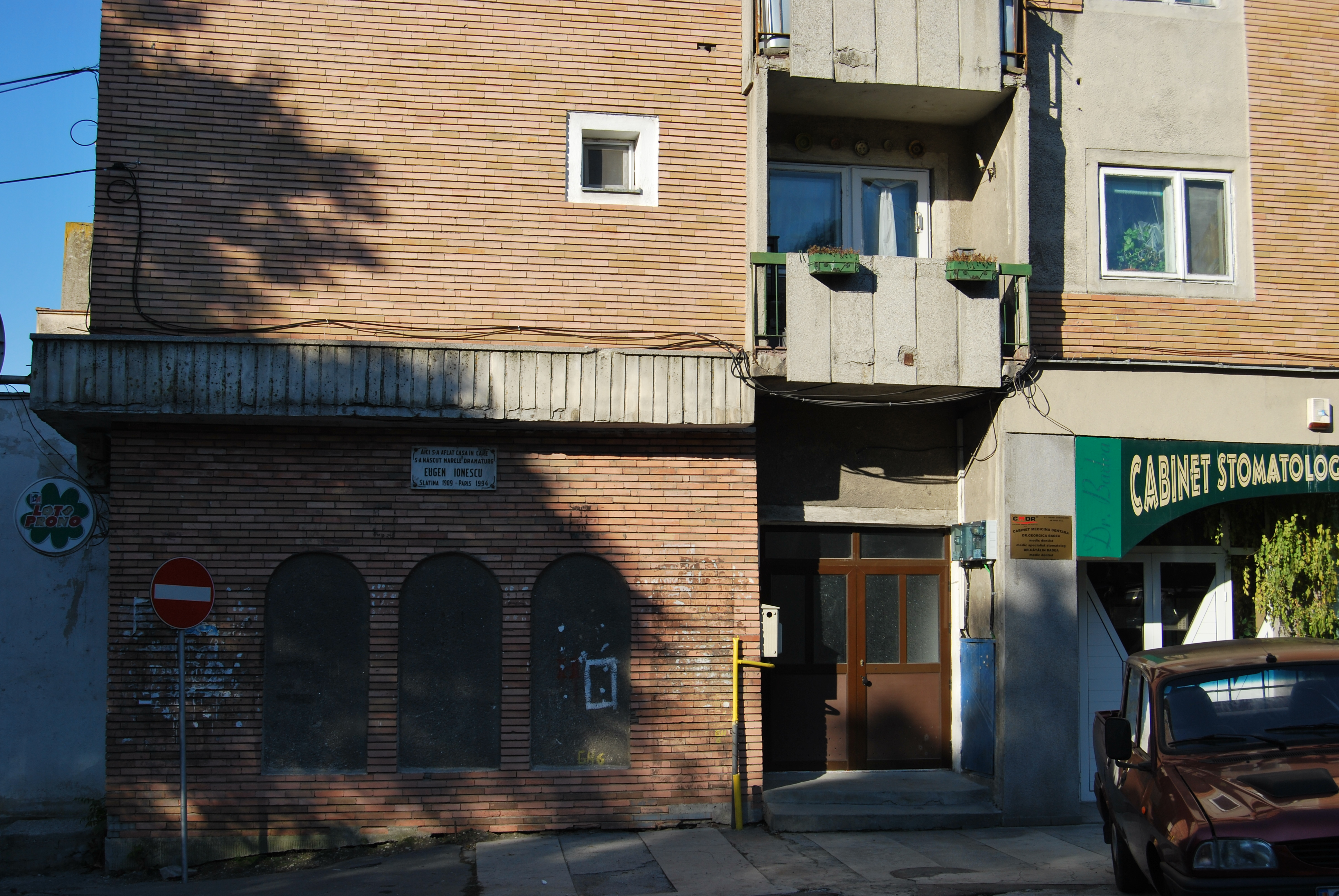
Casa on va néixer Ionesco

Tot i que sovint ha estat conegut amb la denominació del seu nom en francès, Eugène Ionesco, el seu cognom original era Ionescu, segons la clàssica declinació patronímica romanesa, en el sentit de fill d'en Joan (Ion).
Ionescu va néixer a Slatina, Romania. El seu pare pertanyia a l'església cristiana ortodoxa. La seva mare era d'origen francès i romanès. El seu pare era jurista i treballava dins de l'administració reial, mentre que la seva mare era filla d'un enginyer francès que treballava pels ferrocarrils romanesos. Segons algunes fonts, la seva fe era protestant (la fe a la qual va néixer el seu pare i a la qual s'havia convertit la seva mare, originàriament cristiana ortodoxa grega). Segons altres fonts, la seva mare era jueva. Eugène va ser batejat en la fe cristiana ortodoxa. Moltes fonts citen la seva data de naixement l'any 1912, aquest error es deu a la vanitat del mateix Ionescu, que volia que l'any del seu naixement coincidís amb el de quan va morir el seu ídol, el dramaturg romanès Caragiale.
Quan el petit Eugen tenia tot just cinc anys, la família emigra a França. Va passar la major part de la seva infantesa a França i, mentre era allà, va tenir una experiència que, segons afirmava, va afectar la seva percepció del món de manera més significativa que qualsevol altra. Tal com descriu Deborah B. Gaensbauer a Eugène Ionesco Revisited, Caminant sota el sol d'estiu en un poble de província emblanquinat sota un cel blau intens, [Ionescu] va ser profundament alterat per la llum. Va ser impactat molt sobtadament amb una sensació d'intensa lluminositat, la sensació de surar del terra i una sensació aclaparadora de benestar. Quan va flotar de nou a terra i la llum el va deixar, va veure que el món real en comparació estava ple de decadència, corrupció i accions repetitives sense sentit. Això també va coincidir amb la revelació que la mort porta a tothom al final. Gran part del seu treball posterior, reflectint aquesta nova percepció, demostra un fàstic pel món tangible, una desconfiança en la comunicació i la subtil sensació que un món millor es troba just fora del nostre abast. Els ressons d'aquesta experiència també es poden veure en referències i temes de moltes de les seves obres importants: personatges que anhelen una inabastable ciutat de les llums (The Killer, Les cadires) o perceben un món més enllà (A Stroll in the Air); personatges a qui es concedeix la capacitat de volar (Un passeig en l'aire, Amédée, Victims of Duty); la banalitat del món que sovint porta a la depressió (el personatge de Bérenger); revelacions extàtiques de bellesa en un marc pessimista (Amédée, Les cadires, el personatge de Bérenger); i la inevitabilitat de la mort (Exit the King).
El 1916, el pare trenca amb la seva muller, i, emocionat i endut per sentiments patriòtics, quan Romania declara la guerra a Alemanya i a Àustria, s'entorna al seu país. Ionescu resta amb la seva mare i la seva germana i es veu obligat a passar temps d'una greu penúria econòmica. És internat a una llar d'infants, on ho passarà força malament, i de 1917 a 1919, ell i sa germana són confiats a una família de pagesos, a La Mayenne, prop de la confluència de Normandia i Bretanya. Aquest període serà recordat pel futur escriptor com un dels més joiosos de la seva vida.
Va tornar a Romania amb el seu pare i la seva mare el 1925 després que els seus pares es van divorciar. Allà va anar al Col·legi Nacional de Saint Sava, després del qual va estudiar literatura francesa a la Universitat de Bucarest de 1928 a 1933 i es va qualificar com a professor de francès. Mentre allà va conèixer Emil Cioran i Mircea Eliade, i els tres es van fer amics de tota la vida.
El 1936 Ionescu es va casar amb Rodica Burileanu. Van tenir una filla, Marie-France Ionescu, per a qui va escriure una sèrie de contes infantils poc convencionals. Amb la seva família, va tornar a França el 1938 perquè realitzés la tesi doctoral. Atrapat per l'esclat de la Segona Guerra Mundial l'any 1939, va tornar a Romania, però aviat va canviar d'opinió i, amb l'ajuda d'amics, va obtenir documents de viatge que li van permetre tornar a França l'any 1942, on va romandre durant la resta del guerra, vivint a Marsella i després traslladant-se amb la seva família a París després del seu alliberament.

## Carrera literària

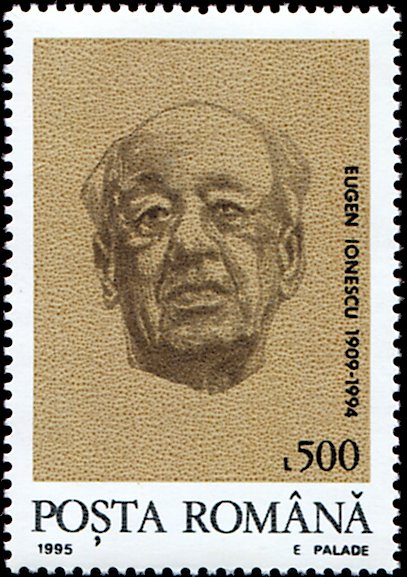
Segell de correus romanès que representa Ionescu

### Escriure a Romania
Encara que més conegut com a dramaturg, les obres de teatre no van ser el seu primer mitjà escollit. Va començar a escriure poesia i crítica, publicant en diverses revistes romaneses. Dos primers escrits destacats són Nu, un llibre que critica molts altres escriptors, inclosos poetes romanesos destacats, i Hugoliade, o, La vida grotesca i tràgica de Victor Hugo, una biografia satírica que es burla de l'estatus de Victor Hugo com a gran figura de la literatura francesa. La Hugoliade inclou relats exagerats dels episodis més escandalosos de la vida d'Hugo i conté prototips de molts dels temes posteriors de Ionescu: el ridícul caràcter autoritari, el fals culte al llenguatge.

### Orígens de la seva primera obra
Ionescu va començar la seva carrera teatral més tard en la vida; no va escriure la seva primera obra fins al 1948 (La Cantatrice chauve, representada per primera vegada el 1950 amb el títol anglès The Bald Soprano). Als 40 anys, va decidir aprendre anglès mitjançant el mètode Assimil, copiant a consciència frases senceres per memoritzar-les. Rellegint-los, va començar a sentir que no estava aprenent anglès, més aviat descobria algunes veritats sorprenents com ara el fet que hi ha set dies a la setmana, que el sostre està aixecat i el terra baixa; coses que ja sabia, però que de sobte li van semblar tan estúpides com indiscutiblement certes.
Aquest sentiment es va intensificar amb la introducció en lliçons posteriors dels personatges coneguts com a "Mr. and Mrs. Smith". Per a sorpresa del seu marit, la senyora Smith li va informar que tenien uns quants fills, que vivien als voltants de Londres, que es deien Smith, que el senyor Smith era un empleat i que tenien una criada, Mary, que era Anglès com ells mateixos. El que era notable de la senyora Smith, va pensar Ionescu, era el seu procediment eminentment metòdic en la seva recerca de la veritat. Per a Ionescu, els tòpics i truismes de la cartilla de conversa es van desintegrar en caricatures i paròdies salvatges amb el propi llenguatge desintegrant-se en fragments de paraules desarticulats. Ionescu es va dedicar a traduir aquesta experiència en una obra, La Cantatrice Chauve, que es va representar per primera vegada l'any 1950 sota la direcció de Nicolas Bataille. Va estar lluny de ser un èxit i va passar desapercebut fins que uns quants escriptors i crítics establerts, entre ells Jean Anouilh i Raymond Queneau, van defensar l'obra.

### Obres primerenques
Les primeres obres teatrals d'Ionescu, considerades com les seves més innovadores, van ser obres d'un acte o esbossos ampliats: La Cantatrice chauve traduïda com La cantant calba (escrita el 1948), Jacques ou la soumission (1950), La Leçon (1950), Les Salutations (1950), Les Chaises traduït com Les cadires (1951), L'Avenir est dans les oeufs (1951), Victimes du devoir (1952) i, finalment, Le Nouveau locataire (1953). Aquests esbossos absurdistes, als quals va donar descripcions com anti-peça expressen els sentiments moderns d'alienació i la impossibilitat i inutilitat de la comunicació amb força còmica surrealista, parodiant el conformisme de la burgesia i les formes teatrals convencionals.. En ells, Ionescu rebutja una història convencional com a base, prenent la seva estructura dramàtica de ritmes accelerats i/o repeticions cícliques. No té en compte la psicologia i el diàleg coherent, representant així un món deshumanitzat amb personatges mecànics, semblants a titelles, que parlen en Non sequitur. El llenguatge s'enrareix, amb paraules i objectes materials guanyant vida pròpia, aclaparant cada cop més els personatges i creant una sensació d'amenaça.

### Les obres llargues
Amb Tueur sans gages (1959; la seva segona obra llarga, la primera Amédée, ou Comment s'en débarrasser el 1954), Ionescu va començar a explorar situacions dramàtiques més sostingudes amb personatges més humanitzats. En particular, inclou Bérenger, un personatge central en diverses obres de Ionescu, l'última de les quals és Le Piéton de l'air.
Bérenger és una figura semi-autobiogràfica que expressa la meravella i l'angoixa de Ionescu davant l'estranyesa de la realitat. És còmicament ingenu i capta la simpatia del públic. A The Killer es troba amb la mort en la figura d'un assassí en sèrie. A Rhinocéros observa com els seus amics es converteixen en rinoceront un a un fins que ell sol es manté sense canvis contra aquest moviment de masses. És en aquesta obra on Ionescu expressa amb més contundència el seu horror pel conformisme ideològic, inspirat en l'ascens de la Guàrdia de Ferro feixista a Romania als anys trenta. Le Roi se meurt (1962) el mostra com el rei Bérenger I, una figura humana que lluita per acceptar la seva pròpia mort.

### Obres posteriors
L'obra posterior de Ionescu ha rebut, en general, menys atenció. Això inclou La Soif et la faim (1966), Jeux de massacre (1971), Macbett (1972, una adaptació lliure del Macbeth de Shakespeare) i Ce formidable bordel (1973).
Ionescu també va escriure la seva única novel·la, L'ermità, durant aquest període posterior. Es va publicar per primera vegada l'any 1975.
A part del llibret de l'òpera Maximilien Kolbe (música de Dominique Probst) que s'ha representat a cinc països, produït per a televisió i gravat per a la seva publicació en CD, Ionescu no va escriure per a l'escenari després de Voyage chez les morts el 1981. No obstant això, La cantant calba encara es representa avui al Théâtre de la Huchette, després d'haver-s'hi traslladat el 1952. Té el rècord mundial de l'obra que s'ha posat en escena de manera continuada al mateix teatre durant més temps.

## Escrits teòrics
Com Shaw i Brecht, Ionescu va contribuir al teatre amb els seus escrits teòrics (Wellwarth, 33). Ionescu va escriure principalment en els intents de corregir els crítics que creia que no entenien la seva obra i, per tant, influïen erròniament en el seu públic. En fer-ho, Ionescu va articular maneres en què pensava que s'havia de reformar el teatre contemporani (Wellwarth, 33). Notes and Counter Notes és una col·lecció d'escrits de Ionescu, que inclou reflexions sobre per què va triar escriure per al teatre i respostes directes als seus crítics contemporanis.
A la primera secció, titulada «L'experiència del teatre», Ionescu afirmava haver odiat anar al teatre de petit perquè no li donava «cap plaer ni sensació de participació» (Ionescu, 15). Va escriure que el problema del teatre realista és que és menys interessant que el teatre que invoca una veritat imaginativa, que va trobar molt més interessant i alliberadora que la veritat "estreta" presentada pel realisme estricte (Ionescu, 15). Va afirmar que el drama que es basa en efectes simples no és necessàriament un drama simplificat (Ionescu, 28). Notes and Counter Notes també reimprimeix una acalorada Guerra de paraules entre Ionescu i Kenneth Tynan basada en les creences de Ionescu i l'odi de Ionescu pel teatre brecht i brechtià.

### Context literari
Ionescu és considerat sovint un escriptor del Teatre de l'absurd, una etiqueta que li va donar originàriament Martin Esslin en el seu llibre del mateix nom. Esslin, va situar Ionesco al costat dels contemporanis Samuel Beckett, Jean Genet i Arthur Adamov, qualificant aquest grup informal d'absurd sobre la base del concepte d'absurd d’Albert Camus. Segons Esslin, Beckett i Ionesco captaven millor la falta de sentit de l'existència en les seves obres que les obres de Camus o Sartre. A causa d'aquesta associació fluixa, Ionesco sovint és etiquetat erròniament d'existencialista. Ionesco va afirmar a Notes and Counter Notes que no era un existencialista i sovint va criticar l' existencialista Jean-Paul Sartre. Tot i que Ionescu va conèixer Beckett i va honrar la seva obra, el grup de dramaturgs francesos estava lluny de ser un moviment organitzat.
Ionescu sobre la metafísica de la mort a Through Parisian Eyes: Reflections on Contemporary French Arts and Culture de Melinda Camber Porter: «La mort és el nostre principal problema i tots els altres són menys importants. És el mur i el límit. És l'única alienació ineludible. Ens dona una idea dels nostres límits, però la ignorància de nosaltres mateixos i dels altres a què estem condemnats és igual de preocupant, però, en tot el meu treball hi ha un element d'esperança i una crida als altres».
Ionescu va afirmar, en canvi, una afinitat per la patafísica i el seu creador Alfred Jarry. També va ser un gran admirador dels dadaistes i dels surrealistes, especialment del seu compatriota Tristan Tzara. Ionescu es va fer amic d’André Breton, a qui venerava. A Present Past, Past Present, Ionescu va escriure «Breton ens va ensenyar a destruir les parets del real que ens separen de la realitat, a participar de l'ésser per viure com si fos el primer dia de la creació, un dia que ho faria cada dia. sigui el primer dia de noves creacions». Raymond Queneau, antic company de Breton i defensor de l'obra de Ionescu, va ser membre del Collège de 'Pataphysique i fundador d’Oulipo, dos grups amb els quals Ionescu estava associat. Políticament, Ionescu va mostrar simpatia amb el Partit Radical Transnacional d'esquerres de Marco Pannella.

## Honors i premis

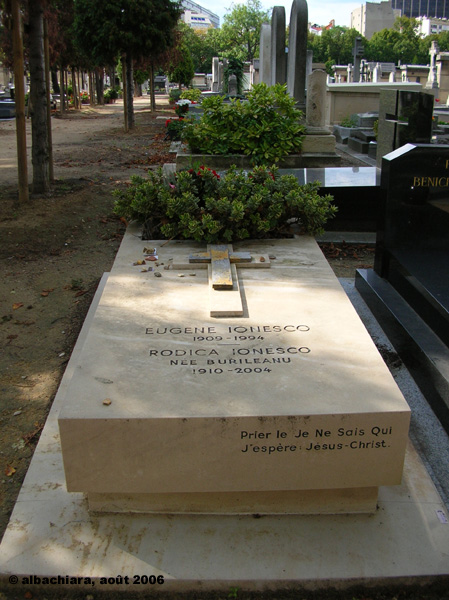
La tomba de Ionesco al cementiri de Montparnasse, París. La inscripció es tradueix: Pregueu a no-sé-qui: Jesucrist, espero

Ionescu va ser nomenat membre de l'Académie française el 1970. També va rebre nombrosos premis, com ara el Premi Festival de Tours de cinema, 1959; Prix Itàlia, 1963; Premi de Teatre de la Societat d'Autors, 1966; Gran Premi Nacional de teatre, 1969; Gran Premi de Mònaco, 1969; Premi austríac de literatura europea, 1970; Premi Jerusalem, 1973; i doctorats honoris causa de la Universitat de Nova York i les universitats de Lovaina, Warwick i Tel-Aviv. El 1964, va ser nominat al Premi Nobel de Literatura.

## Mort
Eugène Ionescu va morir als 84 anys el 28 de març de 1994 i està enterrat al Cementiri de Montparnasse a París.
L'any 2009, l'Acadèmia Romanesa va concedir l'adhesió pòstuma a Ionesco.

## Obra dramàtica

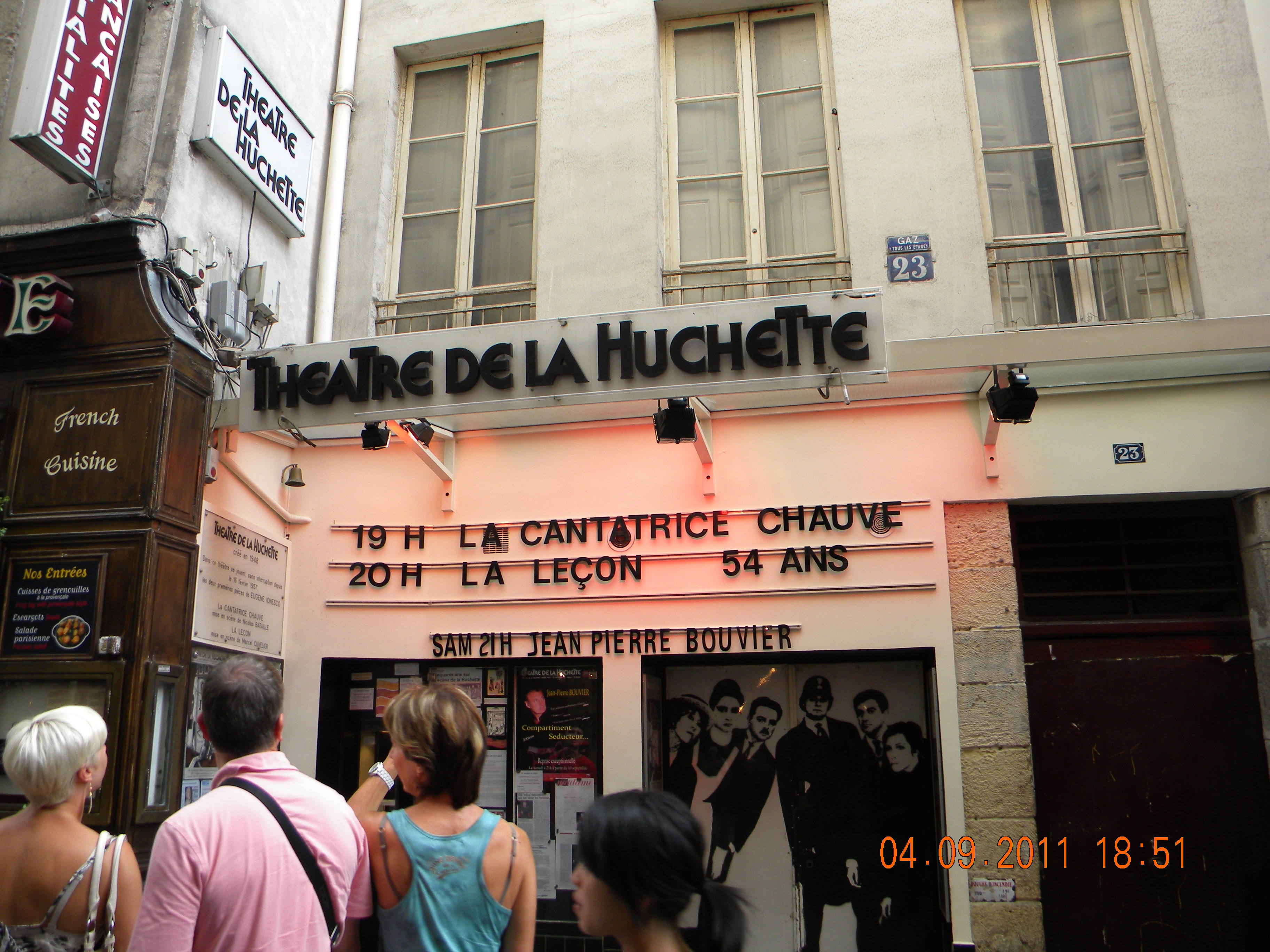
La cantant calba a un teatre parisenc

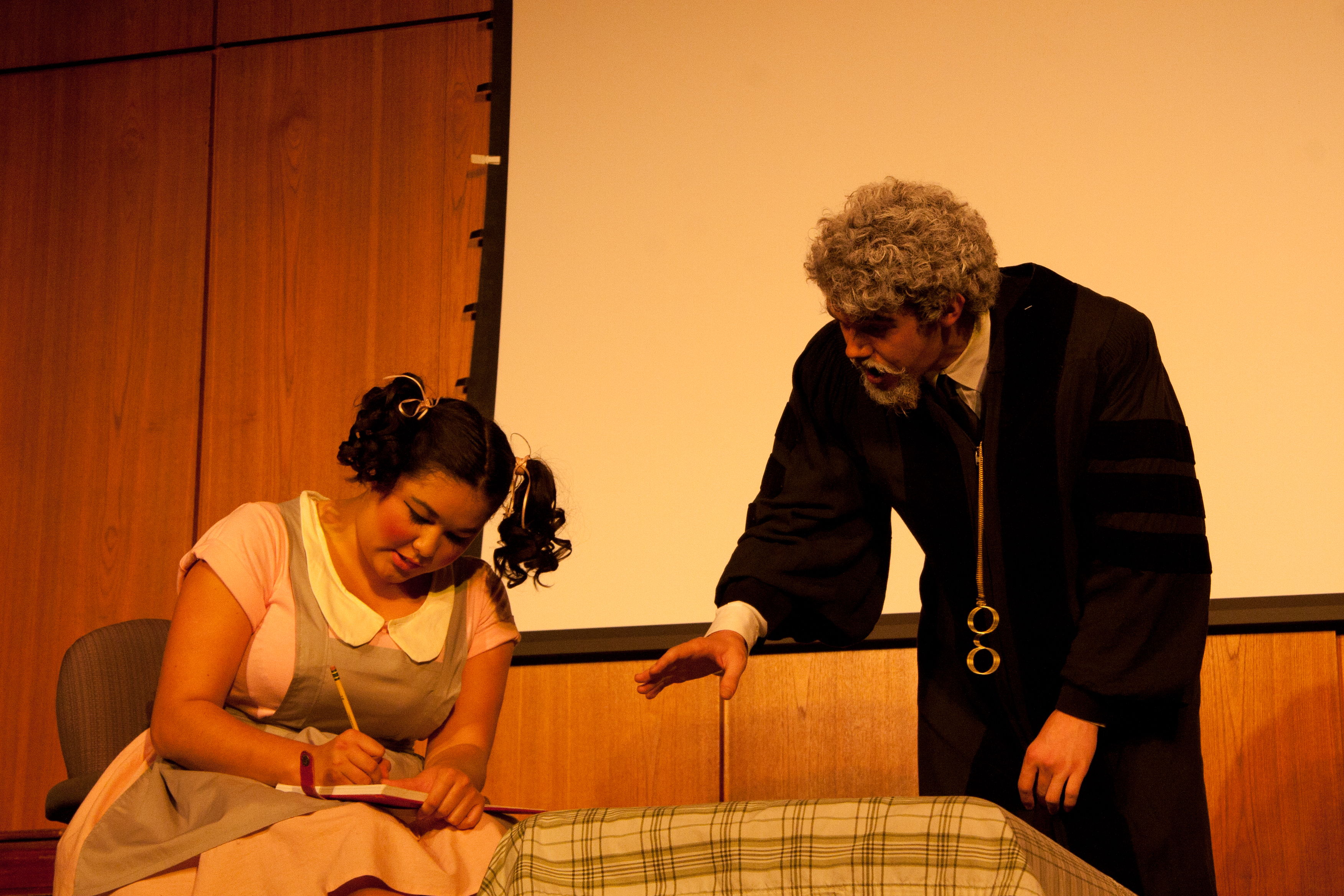
La lliçó a un teatre de Chicago, en 2011

- La Cantatrice chauve (1950)
- Les Salutations (1950)
- La Leçon (1951)
- Les Chaises (1952)
- Le Maître (1953)
- Victimes du devoir (1953)
- La Jeune Fille à marier (1953)
- Amédée ou comment s'en débarrasser (1954)
- Jacques ou la soumission (1955)
- Le Nouveau Locataire (1955)
- Le Tableau (1955)
- L'Impromptu de l'Alma (1956)
- L'avenir est dans les œufs (1957)
- Tueur sans gages (1959)
- Scène à quatre (1959)
- Rhinocéros (1959)
- Apprendre à marcher (1960)
- Délire à deux (1962)
- Le Roi se meurt (1962)
- Le Piéton de l'air (1963)
- La Soif et la Faim (1965)
- La Lacune (1966)
- Jeux de massacre (1970)
- Macbett (1972)
- Ce formidable bordel! (1973)
- L'Homme aux valises (1975)
- Voyage chez les morts (1980)

## Traduccions al català
- La cantant calba. Traducció de Bonaventura Vallespinosa. Barcelona: Quaderns de Teatre A. D. B. (Editorial Fontanella), 1963.
- La lliçó. Traducció de Joan Tarrida. 1990
- Les cadires. Traducció de Joan Tarrida. 1990
- Rinoceront. Traducció de Joan Tarrida. 1990
- El Solitari. Edicions Proa: Biblioteca A tot vent, 168

## Premis i reconeixements
- Premi austríac de literatura europea